# Асатрян, Айк
Асатрян Айк (арм. Հայկ Ասատրյան; 5 февраля 1900 — 13 января 1956) — армянский мыслитель, философ, сподвижник и близкий друг Гарегина Нжде, один из основателей цехакронизма и таронизма. Автор книг и статей по истории Армении.

## Биография
Родился в Османской империи, в провинции Алашкерт (историческая Западная Армения).
В школьные годы поступил в партию Дашнакцутюн, в Ереване издавал партийную газету «Шант» (1918—1919 гг.). Участвовал в Февральском мятеже 1921 г., позже перешёл в Персию, где встретился с Гарегином Нжде. Учился в Берлинской высшей политической школе, после — в Пражском университете, там в 1930 г. получил звание доктора.
В 1932 г. вышел из Дашнакцутюна, тесно сотрудничал с Нжде и был одним из идеологов цехакронизма. В Болгарии издавал газеты «Орёл Тарона» и «Размик». В 1942 г. на армянском и немецком языках опубликовал первую часть своей книги «Армения — арийский форпост в Передней Азии». В 1945 г. был арестован советскими солдатами в Болгарии и переведен в тюрьму. Освободился в 1955 г. и через год умер в Софии от инфаркта. Перед смертью три раза прошептал: «Ах, Армения»!